# Vincenzo Capece
Vincenzo Capece (Benevento, fine 1663/inizi 1664 – Chieti, febbraio 1722) è stato un arcivescovo cattolico italiano.

## Biografia
Nacque a Benevento tra la fine del 1663 e gli inizi del 1664, nonché battezzato il 14 gennaio, dal nobile Luigi Capece e da sua moglie Lucrezia Mascambruna. Fu ordinato sacerdote e nominato dottore in teologia il 17 novembre 1691 e poi dottore in utroque iure. Il 4 aprile 1695 fu nominato canonico del capitolo metropolitano di Napoli; fu anche esaminatore sinodale.
Eletto arcivescovo di Chieti da papa Clemente XI il 23 aprile 1703, ricevette il pallio dei metropoliti il 14 maggio successivo. Prese solennemente possesso della sua sede nel luglio dello stesso anno.
Sotto il suo episcopato crebbe il numero dei seminaristi e fu istituito in diocesi un conservatorio per le donne pentite. Fece rifare la statua d'argento di san Giustino.
Morì a Chieti e fu sepolto in cattedrale.

## Genealogia episcopale e successione apostolica
La genealogia episcopale è:
- Cardinale Scipione Rebiba
- Cardinale Giulio Antonio Santori
- Cardinale Girolamo Bernerio, O.P.
- Arcivescovo Galeazzo Sanvitale
- Cardinale Ludovico Ludovisi
- Cardinale Luigi Caetani
- Cardinale Ulderico Carpegna
- Cardinale Paluzzo Paluzzi Altieri degli Albertoni
- Cardinale Gaspare Carpegna
- Cardinale Fabrizio Paolucci
- Arcivescovo Vincenzo Capece